# Oasis montaj
Oasis montaj是进行地球物理处理解释的一款重磁勘探软件。是加拿大Geosoft公司开发的，它的用途十分的广泛，可用于矿产勘探与评价、地质调查、油气勘探等。